# Аннино (Москва, поселение Марушкинское)
А́ннино — бывшая деревня, ныне урочище в поселении Марушкинское Новомосковского административного округа города Москвы. В настоящее время на месте деревни находится небольшая промзона, а её территория обозначается как 142-й квартал Марушкинского поселения или 32-й км Киевского шоссе. Возле урочища Аннино на Киевском шоссе имеется одноимённая автобусная остановка, а на некотором расстоянии от него расположены названные в честь него дачные посёлки «Анино» и «Анино-2» (написание названия деревни с одной Н часто встречалось на картах XIX века).

## История
История деревни Аннино изучена слабо. Известно, что она показана на топографической карте окрестностей Москвы 1856 года, а в справочниках отмечается как минимум с 1852 года. Деревня находилась в Перхушковской волости Звенигородского уезда близ границы с Подольским уездом. Согласно «Указателю селений и жителей…» 1852 года, она являлась государственным имуществом, в ней было 15 дворов и 83 жителя.
По данным на 1919 год Аннино было одним из 45 сельсоветов Перхушковской волости, в 1921 году сельсовет был упразднён, деревня вошла в Покровский сельсовет. В 1929 году в рамках административной реформы волость была упразднена, и деревня Аннино вошла в состав Марушкинского сельсовета Звенигородского района.
29 ноября 1978 года деревня Аннино была упразднена на основании решения Мособлисполкома от 29.11.1978 № 1433 «О сселении жителей деревни Анино Наро-Фоминского района», жители переселены в дачный посёлок Кокошкино. Снята с учёта на основании решения Мособлисполкома от 23.06.1988 № 921 «О снятии с учёта ликвидированных населённых пунктов». К 2000 году на её месте появилась промзона, в которой ведётся торговая и производственная деятельность.

## Население
| Год  | Население | М  | Ж  | Дворы | Источник |
| ---- | --------- | -- | -- | ----- | -------- |
| 1852 | 83        | 38 | 45 | 15    | [ 2 ]    |
| 1856 |           |    |    | 15    | [ 1 ]    |
| 1859 | 77        | 33 | 44 | 16    | [ 3 ]    |
| 1890 | 82        |    |    |       | [ 4 ]    |
| 1899 | 83        |    |    |       | [ 5 ]    |
| 1911 |           |    |    | 15    | [ 6 ]    |
| 1926 | 92        | 43 | 49 | 18    | [ 7 ]    |